# Medina (Name)
Medina ist ein besonders im spanischen Sprachraum geläufiger Familienname. Er nimmt Bezug auf die andalusische Stadt Medina-Sidonia, die ihren Namen vom arabischen مدين / Madīna für „Stadt“ erhielt. Die arabische Herkunft ist im Einfluss der Mauren auf Spanien begründet. Als weiblicher Vorname kommt Medina vor allem im Albanischen und Arabischen vor.

## Namensträger

### Vorname
- Medina (eigentl. Andrea Fuentealba Valbak; * 1982), dänische Pop- und Dance-Sängerin und Songwriterin
- Medina Schuurman (* 1969), niederländische Schauspielerin

### Familienname

#### A
- Alberto Medina (* 1983), mexikanischer Fußballspieler
- Alejandro Figueroa Medina (1925–2000), venezolanischer römisch-katholischer Geistlicher, Bischof von Guanare
- Alexander Medina (* 1978), uruguayischer Fußballspieler
- Amado Medina (* 1946), mexikanischer Ruderer
- Anabel Medina (* 1996), dominikanische Sprinterin
- Anabel Medina Garrigues (* 1982), spanische Tennisspielerin
- Antenor Medina (* um 1920), argentinischer Fußballspieler
- Antonio Medina García (1919–2003), spanischer Schachspieler
- Ariadna Medina (* 1972), mexikanische Synchronschwimmerin
- Arturo Medina (1898–1986), chilenischer Speerwerfer
- Augusto Medina (* 1993), uruguayischer Fußballspieler

#### B
- Bartolomé de Medina (1527–1581), spanischer Theologe und Philosoph
- Bartolomé de Medina (Metallurg) (1497–1585), spanisch-mexikanischer Kaufmann und Mineraloge
- Bernardo Medina (* 1988), paraguayischer Fußballspieler

#### C
- Canelita Medina (1939–2023), venezolanische Sängerin
- Carla Medina (* 1984), mexikanische Schauspielerin, Moderatorin und Sängerin
- Carlos Medina (Regisseur) (* 1944), chilenischer Regisseur
- Carlos Medina (* 1965), andorranischer Fußballspieler
- Catalino Claudio Giménez Medina (* 1940), paraguayischer Geistlicher, emeritierter Bischof von Caacupé
- Cecilia Medina Quiroga (* 1935), chilenische Juristin und Menschenrechtlerin
- Cecilio Medina, uruguayischer Politiker
- César Medina (* 1980), panamaischer Fußballspieler
- Chris Medina (* 1983), US-amerikanischer Popsänger
- Cristian Medina (* 2002), argentinischer Fußballspieler

#### D
- Danilo Medina (* 1951), dominikanischer Politiker, Präsident seit 2012
- Darko Sagara Medina, Synchronsprecher
- Desiderio Medina (1919–1986), chilenischer Fußballspieler
- Diego Medina (* 2002), bolivianischer Fußballspieler
- Domingo Medina, uruguayischer Politiker

#### E
- Eduardo Medina Mora (* 1957), mexikanischer Jurist und Politiker
- Epifanio Medina (* 1946), paraguayischer Fußballspieler
- Eric Medina (* 1968), panamaischer Fußballspieler
- Erika Medina (* 1985), US-amerikanische Schauspielerin
- Ernest Medina (1936–2018), US-amerikanischer Offizier

#### F
- Fabiano Medina da Silva (* 1982), brasilianischer Fußballspieler
- Facundo Medina (* 1999), argentinischer Fußballspieler
- Felipe Neri Medina Valderas y Fernández de Córdova, honduranischer Politiker, Supremo Director 1839
- Fernando Medina (Grafiker) (* 1945), spanischer Grafiker
- Fernando Medina (Fußballspieler) (* 1962), chilenischer Fußballspieler
- Fernando Medina (Politiker) (* 1973), portugiesischer Ökonom und Politiker, Bürgermeister von Lissabon
- Fernando Medina (Fechter) (* 1973), spanischer Fechter
- Fernando Medina Pineda (* 1979), mexikanischer Pelotaspieler
- Francis Medina (* 1996), philippinischer Hürdenläufer
- Francisco Medina (Schauspieler) (* 1977), deutsch-chilenischer Schauspieler
- Francisco Medina Ramírez (1922–1988), mexikanischer Ordensgeistlicher, Prälat von El Salto
- Francisco Ramírez Medina (1828–nach 1868), puerto-ricanischer Freiheitskämpfer
- Franco Medina (1874–1960), venezolanischer Geiger, Komponist und Musikpädagoge
- Freddy Medina (* 1980), dominikanischer Fußballspieler

#### G
- Gabriel Medina (* 1993), brasilianischer Surfer
- Gabriela Medina (* 1985), mexikanische Leichtathletin
- Germán Medina Acosta (* 1958), kolumbianischer Geistlicher, Bischof von Engativá

#### H
- Harold Medina (* 2002), nicaraguanischer Fußballspieler
- Hazel Medina (1937–2012), US-amerikanische Schauspielerin und Sozialarbeiterin
- Héctor Medina (* 1975), honduranischer Fußballspieler
- Heitor Medina (1910–??), brasilianischer Speerwerfer
- Henry Medina (* 1981), guatemaltekischer Fußballspieler
- Herculano Medina Garfias (* 1967), mexikanischer Geistlicher, Bischof von Ciudad Guzmán
- Hernán Medina (* 1937), kolumbianischer Radrennfahrer
- Hugo Medina (1929–1998), uruguayischer Politiker
- Humberto Medina (1942–2011), mexikanischer Fußballspieler

#### I
- Ignacio Damián Medina (* 1967), argentinischer Geistlicher, Bischof von Río Gallegos
- Ignacio Francisco Ducasse Medina (* 1956), chilenischer Geistlicher, Erzbischof von Antofagasta
- Iizzwa Medina (* 1982), honduranische Tischtennisspielerin
- Isaías Medina Angarita (1897–1953), venezolanischer Offizier und Politiker, Präsident 1941 bis 1945

#### J
- Jaime Medina (* 1980), salvadorianischer Fußballspieler
- Jaume Medina (1949–2023), katalanischer Philologe, Latinist, Schriftsteller, Übersetzer und Dichter
- Jesús Medina (Dirigent), mexikanischer Dirigent
- Jesús Medina (Fußballspieler) (* 1997), paraguayischer Fußballspieler
- John Medina (* 1968), venezolanischer Fußballspieler
- Jorge Arturo Medina Estévez (1926–2021), chilenischer Geistlicher, Kurienkardinal der römisch-katholischen Kirche
- José Medina (Sportschütze) (* 1942), philippinischer Sportschütze
- Jose Medina (Politiker) (* 1953), US-amerikanischer Politiker
- José Medina (Schwimmer) (* 1965), mexikanischer Schwimmer
- José Medina (Radsportler) (* 1973), chilenischer Radrennfahrer
- José Alexander Medina (* 1970), venezolanischer Gewichtheber
- José María Medina (Politiker) (1826–1878), honduranischer Politiker, Präsident zwischen 1863 und 1876
- José María Medina (Fußballspieler) (1921–2005), uruguayischer Fußballspieler
- José Ramón Medina Echavarría (1903–1977), spanischer Soziologe
- José Toribio Medina Zavala (1852–1930), chilenischer Bibliograf und Geschichtsschreiber
- Juan Medina (Offizier) (1883–??), mexikanischer Offizier und Revolutionär
- Juan Antonio Medina (* 1946), spanischer Handballspieler
- Juan Carlos Medina (* 1983), mexikanischer Fußballspieler
- Juan Francisco Medina, uruguayischer Politiker
- Juan José Medina, paraguayischer Politiker, Präsident 1841
- Juan Manuel Medina (1948–1973), mexikanischer Fußballspieler
- Julián Medina (1895–1922), mexikanischer Revolutionär und Politiker
- Julio Medina (Boxer) (* 1948), chilenischer Boxer
- Julio Medina (Fußballspieler) (* 1976), panamaischer Fußballspieler

#### K
- Kelvin Medina (* 1994), kapverdischer Fußballspieler
- Khaterinne Medina (* 1992), kolumbianische Rugbyspielerin

#### L
- Lina Medina (* 1933), peruanische junggebärende Frau
- Luis Medina (Fußballspieler, 1940) (1940–2018), argentinischer Fußballspieler
- Luis Medina (Leichtathlet) (* 1952), kubanischer Leichtathlet
- Luis Medina (Fußballspieler, 1970) (* 1970), chilenischer Fußballspieler
- Luis Medina (Schwimmer) (* 1973), bolivianischer Schwimmer
- Luis Medina (Radsportler) (* 1979), spanischer Radsportler
- Luis Medina (Baseballspieler) (* 1999), dominikanischer Baseballspieler
- Luis Medina Cantalejo (* 1964), spanischer Fußballschiedsrichter
- Luis Caicedo Medina (* 1992), ecuadorianischer Fußballspieler
- Luisa Medina (* 1965), kubanische Softballspielerin

#### M
- Manuel Medina (* 1976), venezolanischer Radrennfahrer
- Manuel Medina (Boxer) (* 1971), mexikanischer Boxer
- Manuel Medina Olmos (1869–1936), spanischer Geistlicher, römisch-katholischer Bischof von Guadix, Seliger
- Manuel Medina Ortega (* 1935), spanischer Politiker
- Manuel Medina Veitia (auch Medinabeitia oder Medinaveytia; 1888–??), mexikanischer Revolutionär und General
- Maria Medina (1769–1821), österreichische Tänzerin, siehe Maria Viganò
- María del Carmen Medina (* 1948), puerto-ricanische Bogenschützin
- Mario Medina (Fußballspieler) (* 1952), mexikanischer Fußballspieler
- Mario Medina (Radsportler) (* 1958), venezolanischer Radrennfahrer
- Mario Melanio Medina Salinas (* 1939), paraguayischer Priester, Bischof von San Juan Bautista de las Misiones
- Marisa Medina (1942–2012), spanische Schauspielerin und Moderatorin
- Marlon Medina (* 1985), nicaraguanischer Fußballspieler
- Miguel Ángel Medina (* 1941), mexikanischer Gewichtheber
- Miguel Antonio Medina y Medina (1916–1972), kolumbianischer römisch-katholischer Geistlicher, Bischof von Montería
- Miguel Caviedes Medina (* 1930), chilenischer Geistlicher, Bischof von Los Ángeles
- Miguel Klein Medina (* 1996), deutscher Schauspieler

#### N
- Napoleón Medina (1919–2005), ecuadorianischer Fußballspieler
- Nathan de Medina (* 1997), belgischer Fußballspieler
- Nelson Medina (* 1978), peruanischer Künstler
- Nery Medina (* 1982), honduranischer Fußballspieler
- Nicolás Medina (Fußballspieler, 1982) (* 1982), argentinischer Fußballspieler
- Nicolás Medina (Fußballspieler, 1987) (* 1987), chilenischer Fußballspieler
- Ninrod Medina (* 1976), honduranischer Fußballspieler
- Noé Medina (* 1943), ecuadorianischer Radrennfahrer

#### O
- Orlando Medina (Musiker) (1918–2004), argentinischer Tangosänger
- Orlando Medina (Fußballspieler) (* 1945), uruguayischer Fußballspieler
- Óscar Medina (Fußballspieler) (1917–1984), chilenischer Fußballspieler

#### P
- Pascual Aláez Medina (1917–1936), spanischer Missionar und Märtyrer
- Patricia Medina (1919–2012), englische Schauspielerin
- Paula Medina (* 1989), kolumbianische Tischtennisspielerin
- Pedro Medina (* 1941), spanischer Sportschütze
- Pedro de Medina (1493–1567), spanischer Kosmograph, Verfasser von Arte de navegar
- Pedro P. Medina, uruguayischer Politiker

#### R
- Rafael Medina (* 1979), mexikanischer Fußballspieler
- Rafael Rodríguez Medina (* 1956), salvadorianischer Fußballschiedsrichter
- Ramón Medina Bello (* 1966), argentinischer Fußballspieler
- Ricardo Medina, uruguayischer Fußballspieler
- Ricardo Medina, Jr. (* 1979), US-amerikanischer Schauspieler
- Roberto Medina (* 1968), mexikanischer Fußballspieler
- Rodrigo Medina de la Cruz (1972), mexikanischer Politiker
- Rogelio Esquivel Medina (1940–2023), mexikanischer Geistlicher, Weihbischof in Mexiko-Stadt
- Rubén Antonio González Medina (* 1949), puerto-ricanischer geistlicher, Bischof von Caguas

#### S
- Sabino Medina (* 1959), kubanischer Handballspieler
- Salvador Medina (* 1943), mexikanischer Leichtathlet
- Sebastián Medina (* 1993), uruguayischer Fußballspieler
- Stefan Medina (* 1992), kolumbianischer Fußballspieler

#### T
- Teresa Medina (* 1965), spanische Kamerafrau
- Tomás Medina Menéndez (1803–1884), salvadorianischer Politiker, Supremo Director 1848
- Tulia Ángela Medina (* 1983), kolumbianische Gewichtheberin

#### V
- Víctor Medina (Fußballspieler, 1965) (* 1965), mexikanischer Fußballspieler
- Víctor Medina (Fußballspieler, 2001) (* 2001), panamaischer Fußballspieler

#### W
- Wilder Medina (* 1981), kolumbianischer Fußballspieler
- William Medina (* 1968), kolumbianischer Judoka
- Wisleidy Medina (* 2000), venezolanische Handballspielerin

#### Y
- Yojer Medina (* 1973), venezolanischer Kugelstoßer